# Antiga Fàbrica Gordils i Dalmau
L'Antiga Fàbrica Gordils i Dalmau és un edifici situat al tram final del carrer de Sant Agustí de Mataró (Maresme), catalogat com a Bé Cultural d'Interès Local.

## Descripció

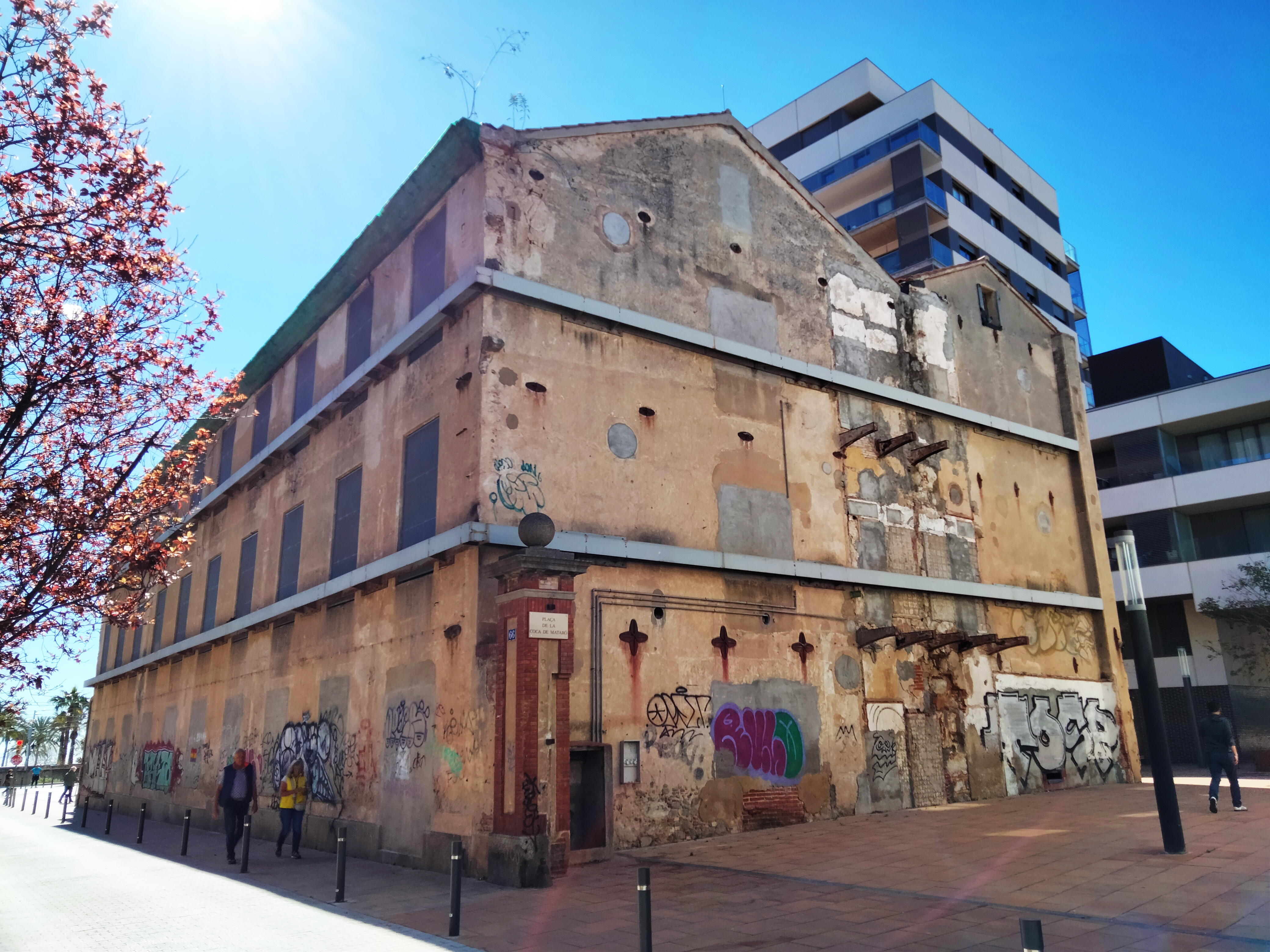
Aspecte de l'antiga fàbrica després de l'obertura de la plaça de la Coca de Mataró

Es tracta d'una fàbrica de planta baixa i dos pisos, que respon directament a criteris funcionals. La façana arrebossada, està exempta d'ornamentació i es caracteritza per la repetició seriada de les finestres. L'estructura de l'edifici consta de pilars de fosa i sostres de voltes de maó de pla atirantades amb jàsseres de fusta. Sembla que es devia reformar o ampliar, ja que presenta un tram a tot el seu llarg, on s'ha substituït les jàsseres de fusta per altres de metàl·liques. Tota l'estructura presenta un recobriment d'amiant, ciment i pintura per protecció al foc. La coberta és de dues aigües amb aiguafons central i el carener paral·lel a la façana longitudinal.

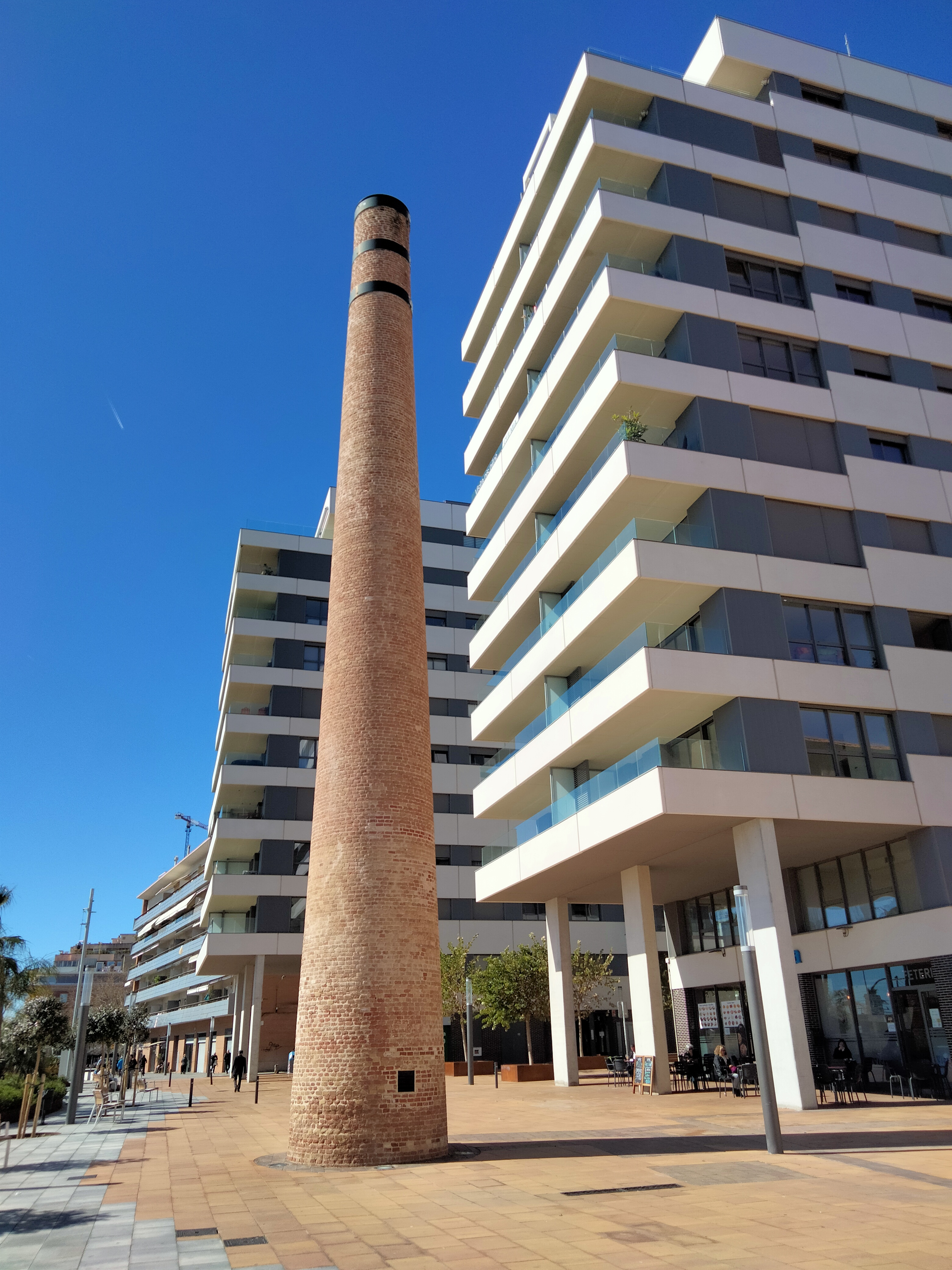
Xemeneia

El conjunt es completa amb una xemeneia exempta. Es tracta d'una construcció tronco-cònica d'obra vista, totalment llisa, sense remat ni base.

## Història
Instal·lat el maig del 1838 amb una força de 20 CV, fou un dels quinze vapors que existien a Catalunya en aquella època i el primer de la ciutat. Alimentava una fàbrica de filats de cotó que entrà en funcionament entre 1838 i 1839 amb el nom de Filatures Gordils i Dalmau. L'empresa feu fallida el 1864 i fou adquirida en pública subhasta per la vídua de J. Viñas, que s'hi establí l'any 1869. Cap a finals de segle la raó es convertí en Filatures Viñas i Sanglàs.
Actualment, l'edifici està subdividit i allotja diverses empreses.